# Hanover, Maine
Hanover är en kommun (town) i Oxford County i Maine. Vid 2010 års folkräkning hade Hanover 238 invånare.